# Jelena Alexejewna Okladnikowa
Jelena Alexejewna Okladnikowa (russisch Елена Алексеевна Окладникова; * 13. Oktober 1951 in Leningrad) ist eine sowjetische bzw. russische Prähistorikerin und Hochschullehrerin.

## Leben
Okladnikowa, Tochter des Historikers Alexei Okladnikow, begann 1969 das Studium am Leningrader Repin-Institut für Malerei, Bildhauerei und Architektur in der Fakultät für Kunsttheorie und Kunstgeschichte, das sie 1974 abschloss.
Es folgte die Aspirantur bei Pawel Boriskowski an der Leningrader Abteilung des Moskauer Instituts für Archäologie (LOIA) der Akademie der Wissenschaften der UdSSR (AN-SSSR, seit 1991 Russische Akademie der Wissenschaften (RAN)). Okladnikowa untersuchte die Felsbildkunst in Sibirien, in Fernost und im Altai. 1977 verteidigte sie ihre Dissertation über die Felsbilder der Nordwestküste Nordamerikas und ihre Beziehungen zu den Petroglyphen Nordostasiens und des Fernen Ostens der UdSSR mit Erfolg für die Promotion zur Kandidatin der historischen Wissenschaften. Darauf wurde sie wissenschaftliche Mitarbeiterin der Leningrader Kunstkammer (bis 2009).
Okladnikowa verteidigte 1995 am Moskauer Miklucho-Maklai-Institut ihre Doktor-Dissertation über ein Modell des Universums in den Felsbildern der Pazifikküste Nordamerikas und die Probleme der ethnisch-kulturellen Kontakte der Ureinwohner Sibiriens und Nordamerikas mit Erfolg für die Promotion zur Doktorin der historischen Wissenschaften.
Ab 1997 lehrte Okladnikowa als Professorin am Lehrstuhl für Kulturologie der Staatlichen Pädagogischen Herzen-Universität St. Petersburg. Sie war Dozentin am Lehrstuhl für Ethnographie der Universität St. Petersburg und wurde 2005 dort Professorin. 2014 wurde sie Professorin am Lehrstuhl für Soziologie der Staatlichen Pädagogischen Herzen-Universität St. Petersburg. Seit ihrer Studentenzeit ist sie Mitglied der Geographischen Gesellschaft. Sie arbeitete mit der Allrussischen Gesellschaft zum Schutz der Geschichts- und Kulturdenkmäler zusammen. Seit 2014 organisiert und leitet sie Untersuchungen der soziokulturellen Landschaft der Oblast Leningrad.